# Juan Merlos
Juan Merlos (nascido em 19 de maio de 1978) é um ciclista argentino. Competiu no Tour de Szeklerland 2014 e nos Jogos Pan-Americanos de 2015.